# Jona
Jona (toponimo tedesco) è un quartiere di 20 414 abitanti della città svizzera di Rapperswil-Jona, nel Canton San Gallo (distretto di See-Gaster).

## Geografia fisica
Jona si sviluppa lungo la sponda nordorientale del lago di Zurigo, nel territorio che circonda Rapperswil.

## Storia

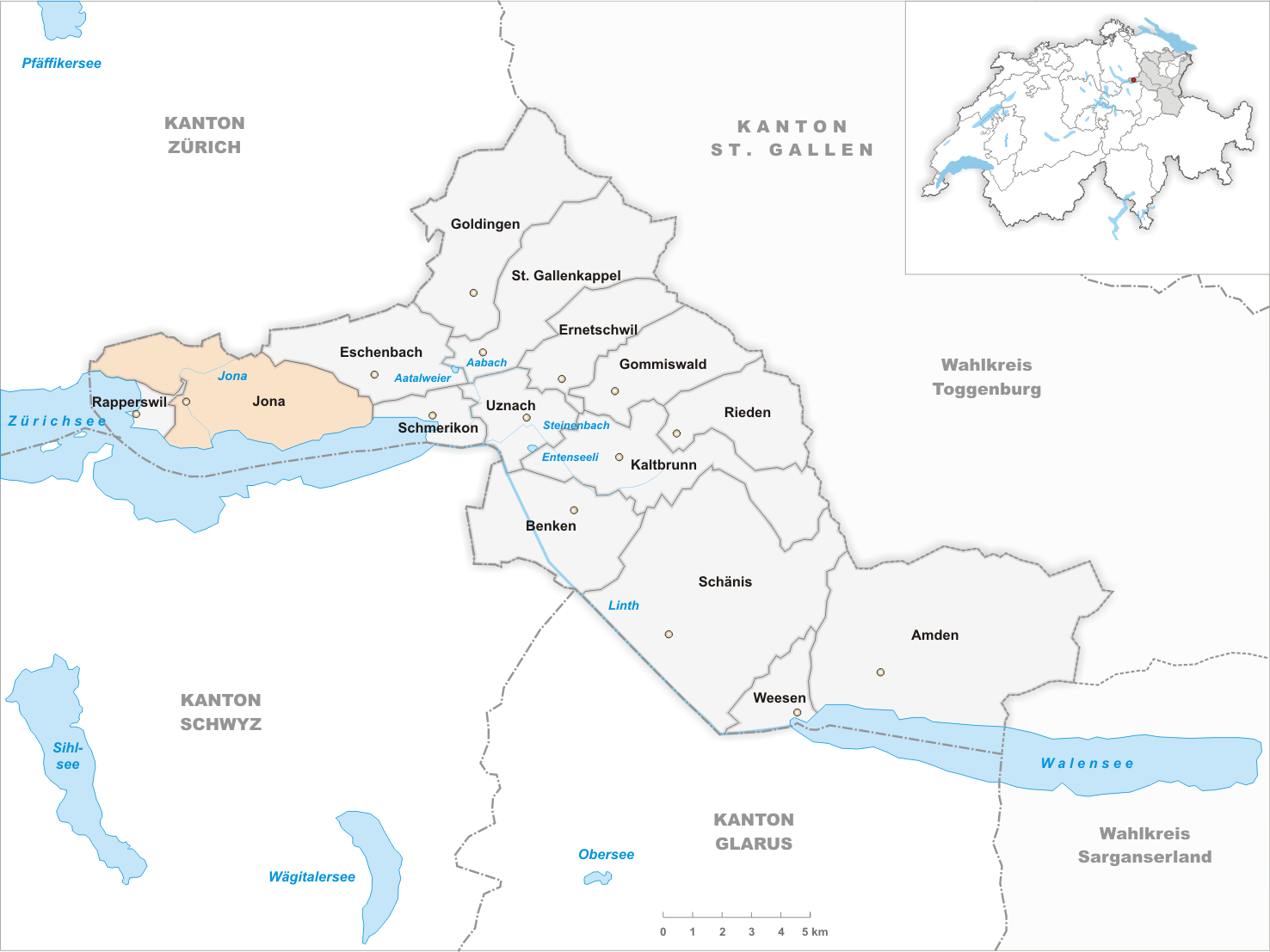
Il territorio del comune di Jona prima degli accorpamenti comunali del 2007

Fino al 31 dicembre 2006 è stato un comune autonomo che si estendeva per 20,43 km² e che comprendeva anche le frazioni di Bollingen, Busskirch, Kempraten e Wagen; il 1º gennaio 2007 è stato accorpato all'altro comune soppresso di Rapperswil per formare il nuovo comune di Rapperswil-Jona.

## Monumenti e luoghi d'interesse
- Cappella cattolica di San Dionigi (già chiesa parrocchiale di Wurmsbach, villaggio oggi scomparso), eretta in epoca altomedievale, inserita nell'Inventario svizzero dei beni culturali d'importanza nazionale e regionale, categoria A[1][2][3];
- Abbazia di Mariazell a Wurmsbach, abbazia cistercense femminile fondata nel 1259 da Rudolf IV von Rapperswil e ricostruita nel XVI-XVII secolo[1][2];
- Chiesa parrocchiale cattolica di Santa Maria Assunta, attestata dal 1260[1].

### Evoluzione demografica
L'evoluzione demografica è riportata nella seguente tabella:
Abitanti censiti

## Economia

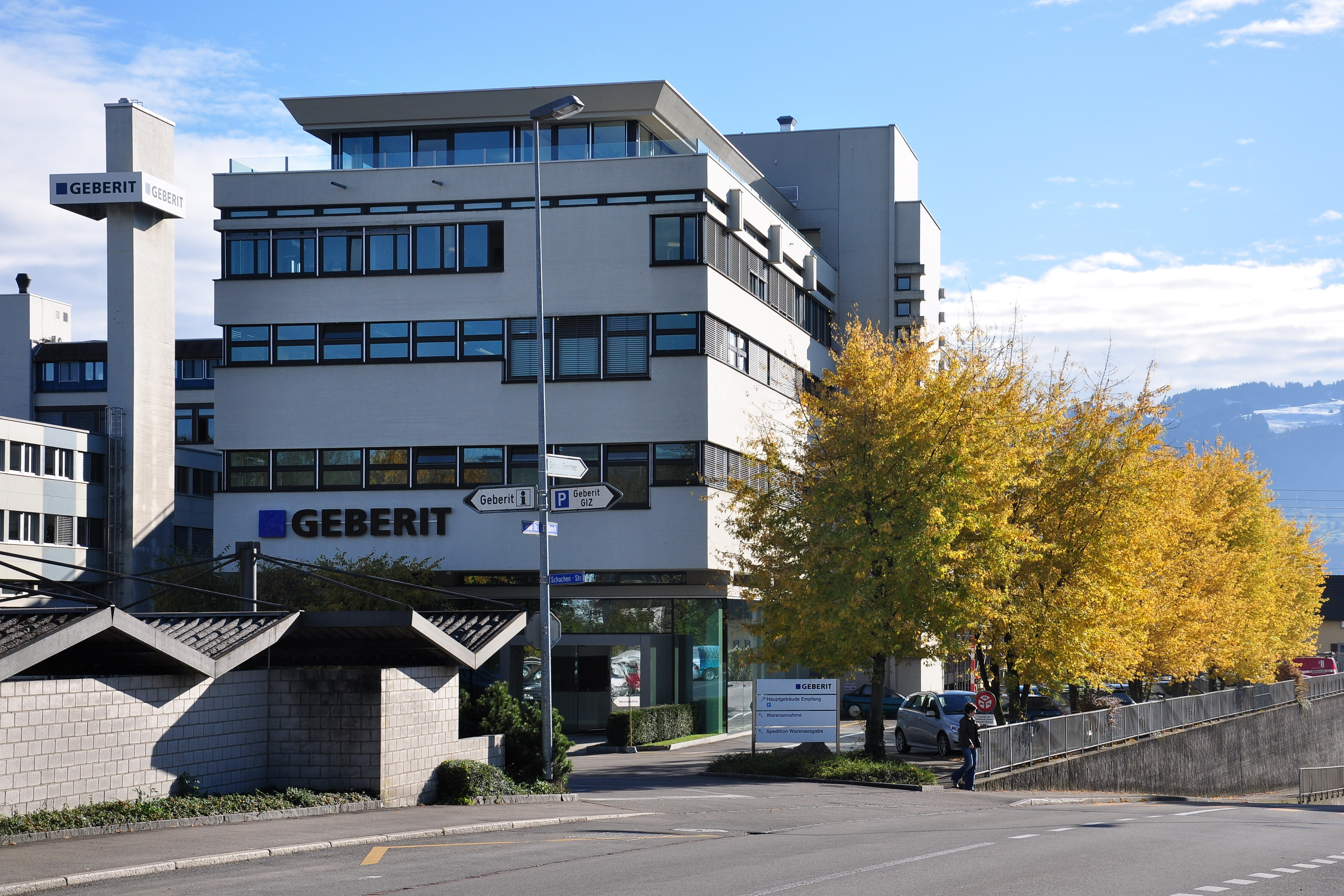
La sede della Geberit a Jona

Jona è una località prevalentemente residenziale, anche se vi hanno sede diverse aziende di rilievo come Geberit e Holcim.

## Infrastrutture e trasporti

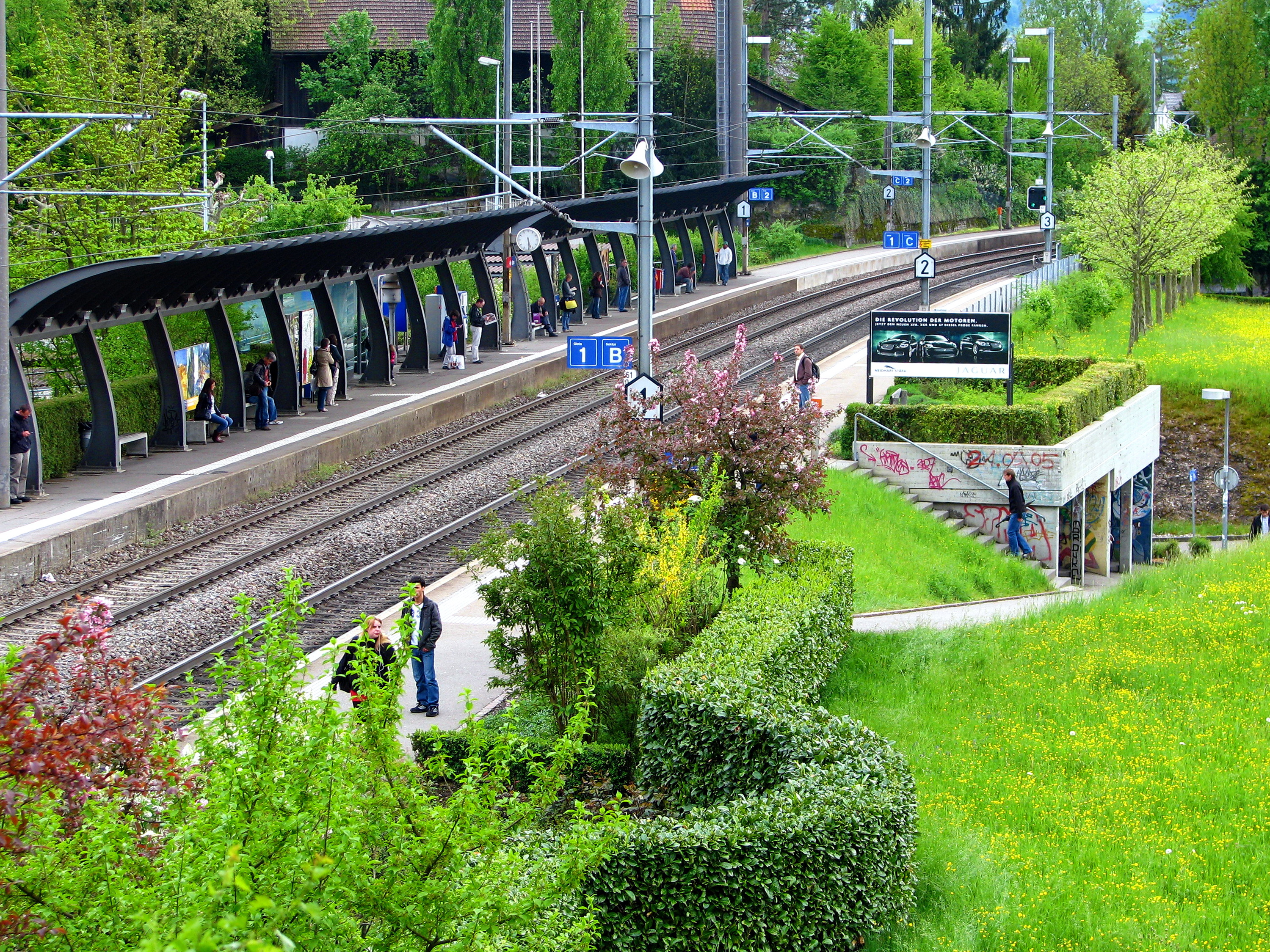
La stazione di Jona

Jona è servita dall'omonima uscita sull'autostrada A15 ed è attraversata dalle strade principali 8 e 17; vi sorgono le stazioni ferroviarie di Blumenau sulla ferrovia Rapperswil-Ziegelbrücke (linea S6 della rete celere di San Gallo), di Jona sulla ferrovia Wallisellen-Rapperswil (linee S5 e S15 della rete celere di Zurigo) e di Kempraten sulla ferrovia Zurigo-Rapperswil (linea S7 della rete celere di Zurigo), mentre quella di Bollingen è dismessa dal 2004.